# 恩斯多夫 (萨尔兰州)
恩斯多夫（德語：Ensdorf，發音：[ˈɛnsˌdɔʁf]）是德国萨尔兰州萨尔路易县的市镇，总面积为8.39平方千米，2023年12月31日总人口为6,652人。